# Euphorbia genistoides
Euphorbia genistoides là một loài thực vật có hoa trong họ Đại kích. Loài này được P.J.Bergius mô tả khoa học đầu tiên năm 1767.